# Pfaffenheim

Pfaffenheim este o comună în departamentul Haut-Rhin din estul Franței. În 2009 avea o populație de 1.330 de locuitori.

## Evoluția populației
| An        | 1975  | 1982  | 1990  | 1999  | 2006  | 2009  |
| --------- | ----- | ----- | ----- | ----- | ----- | ----- |
| Populație | 1.103 | 1.087 | 1.130 | 1.186 | 1.305 | 1.330 |